# محمد توره
محمد توره (انگلیسی: Mohamed Toure؛ زادهٔ ۲۶ مارس ۲۰۰۴) بازیکن فوتبال، اصالتا اهل گینه و ساکن استرالیا است.
از باشگاه‌هایی که در آن بازی کرده‌است می‌توان به باشگاه فوتبال آدلاید یونایتد اشاره کرد.
وی همچنین در تیم ملی فوتبال استرالیا بازی کرده‌است.